# Kagalagomba, Badami
Kagalagomba là một làng thuộc tehsil Badami, huyện Bagalkot, bang Karnataka, Ấn Độ.